# Mamphela Ramphele
Mamphela Ramphele (née le 28 décembre 1947 à Uitkyk) est une médecin, personnalité politique, personnalité du monde des affaires et militante antiapartheid sud-africaine.

## Biographie
Mamphela Ramphele est née le 28 décembre 1947 à Uitkyk en Afrique du Sud de parents enseignants. Après avoir commencé ses études à l'University of the North en 1967, elle obtient en 1972 son diplôme de médecin à l'université du Natal. C'est au cours de ses études qu'elle commence à militer au sein de la South African Students' Organisation (SASO). Elle y rencontre Steve Biko, chef de file de la lutte antiappartheid, avec qui elle aura deux enfants, une fille nommée Lerato et née en mai 1974, et un garçon, Hlumelo Biko (en).
De 2000 à 2004, elle est l'un des quatre directeurs généraux de la Banque mondiale. En 2011, elle est listée par le magazine Forbes comme l'une des neuf femmes africaines possédant une fortune de plus de 50 millions de dollars américains.
En 2013, elle juge l’enseignement dispensé dans les écoles sud-africaines « pire que l’éducation bantoue du temps de l’apartheid ».
Le 18 février 2013, elle se lance en politique en annonçant la création d'un nouveau parti politique : Agang South Africa (en) mais le parti peine à gagner en popularité et un an plus tard, en février 2014, il est annoncé que Ramphele sera la candidate de l'Alliance démocratique pour les élections générales sud-africaines de 2014 et que les deux partis sont appelés à fusionner. Cette information est finalement démentie dans les jours qui suivent et Mamphela Ramphele représente l'Agang lors de ces élections. Son parti récolte 0,28 % des voix et obtient ainsi 2 sièges à l'assemblée nationale. Le 8 juillet, elle annonce finalement qu'elle quitte la vie politique.
Entre 2018 et 2023, elle dirige le Club de Rome avec Sandrine Dixson-Declève.
En 2020, elle siège au conseil d’administration de l’association ReimagineSA qui œuvre notamment à créer des réseaux de coopération de personnes imaginant et initiant des projets à fort impact social. Elle a cofondé cette association en 2015 pour promouvoir le principe de « révolution humaine » qui se trouve au cœur de Cri d'alarme pour le XXIe siècle, échange de dialogues entre Aurelio Peccei, président du Club de Rome qu’il avait fondé en 1968, et Daisaku Ikeda, président de la Soka Gakkai Internationale, société laïque bouddhique de caractère éducatif et culturel,.

## Publication
- Forcer le destin, trad. Marie-Aïda Diop, Paris, Dakar, Présence Africaine, 2001, 363 p.  (ISBN 2-7807-0732-9[à vérifier : ISBN invalide])